# Philadelphia Cricket Club

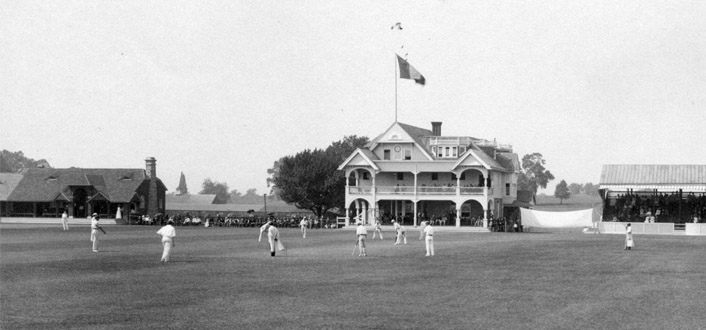
Philadelphia Cricket Club en 1884

Le Philadelphia Cricket Club est le plus vieux club de cricket de la ville de Philadelphie aux États-Unis. Il a été fondé en 1854 par un groupe d'expatriés anglais alors étudiants à l'Université de la Pennsylvanie.
Jusqu'au XXe siècle, l'équipe de cricket n'avait pas de terrain fixe pour jouer et utilisait différents lieux.
L'équipe a été dissoute en 1924 et reformée en 1998.